# Henrietta Ónodi
Henrietta Ónodi, née le 22 mai 1974 à Békéscsaba en Hongrie, est une gymnaste hongroise qui a participé aux Jeux olympiques d'été de 1992 et de 1996.

## Biographie
Ónodi a commencé la gymnastique en 1978 et fit ses débuts internationaux en 1986. Trop jeune pour se qualifier pour les Jeux olympiques d'été de 1988, elle a fait ses débuts en senior en 1989, représentant cette année-là, la Hongrie aux championnats du monde de gymnastique artistique, où elle se classait dix-neuvième du classement général individuel et cinquième à la poutre.
Les années suivantes, Ónodi s'est révélée comme une prétendante aux médailles de chaque compétition majeure. En 1989, elle devenait la première gymnaste féminine hongroise médaillée lors des championnats d'Europe de gymnastique artistique en obtenant l'or aux barres asymétriques. Aux championnats d'Europe de 1990, elle remportait le bronze du concours général individuel et au sol. Elle se classait encore troisième du concours général aux Goodwill Games et remportait le saut de cheval à la coupe du monde. Aux championnats du monde de 1991, Ónodi souffrait du dos mais parvenait à remporter l'argent au saut de cheval et aidait l'équipe de Hongrie à se qualifier pour les Jeux olympiques de 1992 en terminant huitième du concours général par équipe.
L'année suivante aux jeux de Barcelone, Ónodi devenait la première gymnaste hongroise, depuis plus de trente ans, à remporter un titre olympique. Elle partageait l'or au saut de cheval avec la Roumaine Lavinia Miloşovici. Au sol, évoluant sur les Rapsodies hongroises de Franz Liszt, elle se classait deuxième, derrière Miloşovici. Le niveau de difficulté des sauts d'Ónodi était pourtant plus élevé que ceux de Miloşovici (toutes deux avaient réalisé un Yourchenko vrille mais Onodi avait présenté une lune salto avant carpé demi-tour en deuxième saut, alors que Miloşovici l'avait fait groupé). Au sol, Ónodi avait également réalisé une triple vrille, alors inhabituel (personne d'autre ne l'avait réalisé à Barcelone).
Ónodi s'est retiré de la compétition après ces jeux et décida de concourir dans la NCAA gymnastics, de poursuivre ses études au niveau universitaire et d'entraîner. Elle revint à la compétition en 1995 pour les Universiades et conduisit l'équipe hongroise aux Jeux olympiques de 1996. Elle arrêta à nouveau la compétition en 1997 après ses secondes Universiades.
Ónodi a une figure à son nom dans le code de pointage, un flip demi-tour souplesse avant sur la poutre. Elle a également effectué cette figure au sol, en combinaison avec des sauts enjambés.

## Palmarès

### Jeux olympiques
- Barcelone 1992
  - 6e au concours par équipes
  - 8e au concours général individuel
  -  Médaille d'or au saut de cheval
  -  Médaille d'argent au sol

- Atlanta 1996
  - 9e au concours par équipes

### Championnats du monde
- Stuttgart 1989
  - 19e au concours général individuel
  - 5e à la poutre

- Indianapolis 1991
  - 31e au concours général individuel
  -  Médaille d'argent au saut de cheval
  - 4e aux barres asymétriques
  - 7e à la poutre
  - 8e au sol

- Paris 1992
  -  Médaille d'or au saut de cheval
  -  Médaille d'argent au sol

### Championnats d'Europe
- Bruxelles 1989
  - 5e au concours général individuel
  - 8e au saut de cheval
  -  Médaille d'or aux barres asymétriques
  - 5e à la poutre
  -  Médaille de bronze au sol

- Athènes 1990
  -  Médaille de bronze au concours général individuel
  - 8e aux barres asymétriques
  - 8e à la poutre
  -  Médaille de bronze au sol

### Autres
- American Cup 1989 :
  -  3e au concours général
- American Cup 1992 :
  -  2e au concours général

## Sources
- (en) Cet article est partiellement ou en totalité issu de l’article de Wikipédia en anglais intitulé « Henrietta Ónodi » (voir la liste des auteurs).